# ريتشارد إل. هنتر
ريتشارد إل. هنتر (بالإنجليزية: Richard L. Hunter)‏ هو عالم لغوي كلاسيكي أسترالي وبريطاني، ولد في 30 أكتوبر 1953 في أستراليا.